# Bajnokok reggelije (regény)
A bajnokok reggelije Kurt Vonnegut amerikai író egyik legismertebb regénye, amit a szerző saját ötvenedik születésnapi ajándékának szánt. Eredeti címe Breakfast of Champions, és angolul 1973-ban jelent meg először.
A cím a Wheaties nevű gabonapelyhet gyártó amerikai cég reklámszlogenje volt eredetileg.
Magyarul először a Maecenas Kiadónál jelent meg a mű, Békés András fordításában, 1988-ban.
A posztmodernnek nevezett regény két főszereplője: Kilgore Trout science-fiction-író és Dwayne Hoover Pontiac-kereskedő. Kilgore Trout Vonnegut más műveiben is megjelenik, mint például az Időomlásban.
Azonos címmel Alan Rudolph rendezésében 1999-ben film is készült Bruce Willis, Albert Finney és Nick Nolte szereplésével.

## Történet
A cselekmény nagy részének helyszíne a Vonnegut által kitalált Midland City nevű város.

## Szereplők
- Kilgore Trout – sci-fi-író
- Dwayne Hoover – autókereskedő, a regény főszereplője
- Harry Le Sabre – Dwayne társa
- Celia Hoover – Dwayne felesége
- Francine Pefko
- Wayne Hoobler – büntetett előéletű afrikai származású amerikai
- George 'Bunny' Hoover – Dwayne Hoover homoszexuális fia
- Fred T. Barry

## Magyar kiadások
- Bajnokok reggelije; ford. Békés András, ill. a szerző; Maecenas, Bp., 1988 ISBN 963-02-5651-7
- Budapest: Maecenas, 1997 ISBN 963-9025-45-3
- Budapest: Maecenas, 2005 ISBN 963-203-133-4

### Hangoskönyv
- Bajnokok reggelije: Isten veled, bús hétfő! címmel 2010-ben a Kossuth Kiadó hangoskönyvként is megjelentette Galambos Péter előadásában.